# 하동 전투
하동 전투는 한국 전쟁 초기 진주 전투와 함께 채병덕이 이끄는 영남 지구 편성 관구 사령부가 미 제24사단의 일부 병력과 협동하여, 호남의 남안선을 거쳐 하동을 우회 침공하는 북한군 제6사단을 요격하여, 진주를 잃기까지의 7일간의 지연전을 일컫는다.

## 배경
당시 육군본부는 1950년 7월 25일 작명 제 79호로써 전임 참모총장이던 채병덕 소장으로 하여금 남원-하동 방어선에서 이응준 부대와 민기식 부대를 통합지휘토록 하였다.
그러나 이 무렵, 통신수단이 두절된 상황 하에서 이응준 부대는 순천으로 여수로 철수 중이며, 민기식 부대는 운봉으로부터 함양으로 지연전을 하고 있는 중이었다. 이러한 까닭으로 하동에서는 연대장 중령 이영규가 이끄는 신편 제5사단 15연대의 일부 병력 100명만이 분산된 상태에서 삼삼오오로 집결하고 있을 뿐이었다.
이때, 미 제8군 사령관 월턴 워커(Walker) 준장은 7월 23일에 호남 방면으로 우회한 적이 시속 3.2km로 전진하여 그 선두가 진주에 도달하였을 것이라는 정보보고에 접하고 전날 김천 부근에 집결하여 정비 중에 있던 사단장 소장 존 H. 처치가 이끄는 미 제24사단을 급히 진주로 전진시키기로 결심하였다.
이에 따라, 사단의 제 19연대는 7월 24일 밤에 진주로 이동하고, 이어서 7월 25일 저녁에는 제29연대가 연대장 대령 네드 D. 무어가 이끄는 제19연대에 배속되었다.
이를 양 연대의 전력을 일별하면, 제 19연대의 실전 전투 병력은 600명이고, 장비는 T/E 35%이며, 연대장 무어 대령은 7월 25일에 부임하였으므로 아직 연대의 실정도 익숙치 못하였다. 또한, 제29연대는 7월 14일에 오키나와에서 출동명령을 받았는데, 연대장 및 연대본부는 새로운 연대 편성을 위하여 기간요원으로 잔류하고, 제1 및 제3양 대대만이 7월 25일에 진주에 도착하였으며, 병력 및 장비는 100%에 가까웠다.
하동 전투에 앞서 7월 25일 오전 하동 화개장터 건너편 야산 진지에서 국군 15연대에 자원입대한 전남지역 학도병들이 하동, 진주를 점령하기 위해 섬진강변을 따라 통과하려던 북한군 6사단 선봉대대와 맞서 싸워 북한군의 진로를 12시간가량 지연시킨 '화개 전투'가 있었다.

### 작전 계획
신성모 국방부장관은 7월 24일에 영남 편성관구 사령관으로 보직된 채병덕 소장의 신고를 받고, 『하동은 호남과 영남을 연결하는 요역이며, 진주 및 사천으로 이르는 통로이니 필히 방수하여야 한다.』라고 재삼 역설하였다.
채병덕 소장은 한때 패전의 책무를 통감하고, 실의에 빠져 있었으나, 이처럼 막중한 작전임무가 부여되자 생기를 되찾은 듯이 기뻐하고 다음날 아침에 정래혁 중령을 대동하고 하동으로 달려갔다. 여기서 현지를 정찰한 그는 동 지구의 중요성을 재인식 하였으나 이에 비추어 자연방비 태세가 되어있지 않음을 비로소 알고 개탄해 마지않았다.
이때, 그의 고충을 알아챈 정래혁 중령은 『제가 이곳에 남아 정보를 수집하면서 밀려 내려오는 부대를 수습하여 방어하겠습니다.』라고 보고하자, 채병덕 소장은 기다렸다는 듯이 쾌히 승인하고 그를 남긴 채 진주로 돌아갔다.
그는 그 길로 미 제19연대장 무어 대령을 방문하여, 『호남지구로부터 동침중인 적을 하동에서 막지 않으면 안 된다.』라고 강조하고 자신도 하동으로 갈 것이라고 표명하였다. 이리하여 양자 간에는 하동을 고수하기로 합의가 이루어졌는데, 채병덕 소장은 공격제대의 고문으로 수행하기로 하였다.
이 무렵 7월 25일 오후 23시 육군본부로부터 작명 제 72호가 하달되었는데 그 요지는 다음과 같다.
| 긴급명령 |
| 『①하동방면으로 남하한 적은 1개 대대 규모이며 약간의 장갑차를 동반하고 있음. ②영남편성관구 사령관은 지체 없이 하동으로 약진하여 동침하는 적을 격퇴하라. ③행정사항: 장갑차 공격 시에는 휘발유병(휘발유 충전)을 사용할 것. ④전투지휘소의 위치를 보고하라.』 육군 본부 |

그러나 채병덕 소장에게는 수하병력이 전혀 없었으며, 때 마침 그의 곁에 있던 신편 제3연대장 박현주 중령과 부관 이상국 소령 및 김영혁 대위를 수행시켰을 뿐이다.

## 전투 과정

### 7월 26일
전투 4일 전부터 계속 내린 비로 대부분의 하천은 범람하여, 차량기동은 물론 항공지원까지도 제한 받았다. 단신으로 하동에 남았던 정래혁 중령은 피아의 상황을 전혀 아는 바 없었는데 그의 판단으로서는 화개장이 7월 25일 12:00에 북한군의 수중에 들어갔기 때문에 17:00쯤에는 이곳 하동으로 들이닥칠 것이라고 보았으며, 그 이전에 원군이 도착하기를 일각여삼추의 느낌으로 고대하였다.
그런데 22:00가 되자 병사들은 제각기『적이 나타났다.』라고 소리치기 시작했고 이에, 정래혁 중령은 진전의 접근로를 망견한 듯, 틀림없이 1개 대대규모의 북한군이 종대행군으로 접근하고 있으며 그 선두는 이미 두곡리(하동 북쪽 700m)에 도달하고 있었다.
적을 단 1분간만이라도 지체시키기로 결심한 그는 지근거리까지 적을 유인하여 사격을 명령하였고 이리하여 10여분간 사격전을 벌였는데 그 사이 병사들은 임의로 이탈하므로 마침내는 12~3명의 남게 되어 이들 잔재 병력만을 이끌고 23:00에 하동을 빠져 진주로 향하였다.
한편, 이와 거의 같은 시각에 미 제19연대장 무어 대령은 하동을 뺏긴 사실을 모르고 있었으므로, 배속된 제 29연대 3대대장 모트 중령에게 하동으로 진출하라고 명령하였다.
이때, 동석하였던 채병덕 소장은 하동을 왕복하면서 관찰한 도로망에 대하여 설명하기를 『양 도로는 모두 협소한 도로일 뿐만 아니라 주 도로는 정곡리 서쪽 1km의 덕천강이 범람하여 곤양으로 우회하여야 할 것이다.』라고 일렀다. 그리고 이날 00:30에 대대는 차량기동으로 진주를 출발하였는데, 도로를 가로지른 수많은 도량에 차량이 빠지는가 하면, 전방에 대한 수색을 마치고서야 대대가 진출하였던 까닭에 이를 수차 반복한 끝에 완전동으로 도착하였을 때에는 날이 밝아오고 있었다.
여기에서 하동으로부터 철수중인 정래혁 중령의 일행을 만나, 비로소 전날 밤에 하동이 적의 수중에 넘어갔다는 사실을 알게 되었다. 이에 채병덕 소장은 미 제29연대 제 3대대와 함께 하동으로 함께 진격하기로 했으나, 만일에 적이 남해안의 가도로 침공할 때에는 동 대대의 연락로가 차단 된 것은 물론이려니와 하동으로의 진출 계획이 수포로 돌아갈 것이라고 판단하였다.
바로 이때, 민부대의 예하의 제30연대가 진주에서 부대를 재편성 하고 있다는 보고를 받고, 즉각 연대장을 초치하여 출격을 명령하였다. 이리하여, 동 연대는 미 제 29연대 제 3대대와 함께 진주를 출발하여 곤양에 이르러, 이로부터 미군과 함께 남해안의 가도를 따라 곤양 서쪽 7km 떨어진 진교를 거쳐 이날 밤 안으로 섬진강의 강구인 속칭 섬방까지 직진하여 야영하였다.

### 7월 27일
08:45에 대대장 중령 헤럴드 W. 모트가 이끄는 미 제33대대는 횡천리의 야영지에서 하동을 향하여 약진하였다. 행군서열은 L 중대(전위), 대대본부, K 중대, M 중대, I 중대(후위)의 순 이었으며, 전위인 L중대에게는 M중대에서 1개 소대를 증원하여 선도의 임무를 맡겼다.
대대가 한 시간 남짓 접적행군을 하여 L 중대가 쇠고개(우치)에 이르렀을 때, 최선두에 나섰던 중대장 사라(Sharra) 대위는 북한군 10명이 앞쪽 능선에서 움직이고 있는 것을 목격하고, 중화기 소대장에게 사격을 명령하였다.
채병덕 소장과 동행중인 대대장 모트 중령은 중대장 사라 대위의 전황 보고를 받고 단숨에 쇠고개(우치)로 달려가 지형과 적의 동태를 살핀 다음, L 중대장에게 『고갯마루의 양쪽을 계속 견지하여 09.45에 있을 항공지원과 함께 하동으로 공격하라.』라고 명령하였다.
대대장 모트 중령에 이어 대대참모들이 쇠고개(우치)에 올랐고, 뒤이어 채병덕 소장의 일행인 박현주 중령, 김상국 대위, 김영혁 중위도 뒤따라 올라갔다. 이리하여, 쇠고개(우치)마루에 지휘관과 참모들이 한 곳에 모이게 되었으므로 북한군에게 좋은 목표가 되어버렸다.
얼마간의 시간이 지난 뒤 대대장 모트 중령은 하동쪽에서 S자형의 길을 따라 쇠고개(우치)로 1개 대대규모의 적이 2열종대로 접근 하고 있음을 발견하고, 방금 K 중대를 산개시키고 이곳에 당도한 부대대장 레이블(Raible) 소령에게 『저 적을 주시하라.』라고 지시하였다.
이때, 채병덕 소장도 북한군을 쌍안경으로 목격하였으나 피아를 분간할 수 없었으니, 이는 그들이 약탈한 아군 복장으로 혼착하였기 때문이었다. 기습을 받은 적은 발광적으로 응사하기 시작하여 그들의 초탄은 미처 피신하지 못한 채병덕소장의 두부를 관통하여 그 자리에서 전사하고 옆에 있던 대대장 모트 중령, 부대대장 레이블 소령, 대대 S-2도 중상을 입었다.
한편 K중대는 181고지를 탈취하기 위l하여 49고지로부터 산개하여 약진 또 약진하여 동고지의 중복에 이르렀을 때에는 쇠고개(우치)에서 격전을 치른 L중대의 모리시(Morrissey) 소대가 적의 우측방으로 충격을 가하여 목표의 탈취는 용의한 듯 하였다.
그러나 북한군은 시간이 흐를수록 병력과 화력이 점차 증강하여 중대의 진출은 7분 능선에서 못 박힌 채 움직이지 않고 있었다. 대대 S-3 Flynn 대위는 대대장이 행방불명이 되고 부 대장마저 진주로 후송되자 이 위기를 자신이 직접 타개하기로 다짐하고 계동으로 달려가 중화기 중대로 하여금 K 중대의 공격을 사격지원토록 조치 한 뒤에 I 중대를 찾아 L 및 K 중대의 간극으로 투입하였다.
이리하여 양 중대는 중화기중대의 화력지원 밑에 공격을 재개하였으나 북한군은 진지를 굳힌 뒤였던 까닭에 얼마 안가 그들의 화망에 걸려 고립한 상태에서 우률좌률한다가 마침내는 양 중대장이 행방불명되면서 많은 사상자를 남긴 채 대오가 흩어져 계동 쪽으로 밀려났다.
미 제29연대 제 3대대는 적의 압축으로 쇠고개(우치)로부터 무질서하게 이탈하게 되자 1개 대대규모의 적은 곧 추격하여 계동으로 밀려들기 시작하였다. 이에 앞서 L 중대장 사라 대위는 계동에 이르러 중대를 수습하였는데 그는 동 중대만이 그곳에 남아 있는 것으로 착각하고 차량으로 동지를 출발하여 진주로 향하였다.
한편 대대 S-3 플린(Flynn) 대위는 L 중대의 모리시 소대를 이끌고 계동에 이르자 그곳에는 중대장을 잃은 I 및 K 중대의 병력 60명이 모여 있어 이들과 함께 잠시 휴식하고 있었다. 그런데 이때 수를 헤아릴 수 없는 북한군으로부터 기습을 받고 분산되어 그는 사병 10명을 이끌고 7월 28일 아침에 진주에 도착하였다.
또한 I 중대의 어플리게이트(Applegate) 상사는 99명 병사를 이끌고 횡천강을 따라 남쪽으로 내려가 노량진(하동 남쪽 18km)에서 어선을 타고 여수에 갔다가 한국 해군의 초계정에 구출되어 부산으로 수송되기도 하였다.
이날 아침에 제 19연대 G 중대장은 연대장 무어 대령으로부터 진주-하동간의 준동할지도 모를 공비들을 소탕하며 후방지역 경계에 임하라는 명령을 받고 중대원 78명을 차량에 분승시켜 하동으로 향하던 중 옥정리(완전 서쪽 4km)에 이르러 삼삼오오 흩어져 내려오는 L중대의 잔재병력 50여명과 만났다.
제19연대장 무어 대령은 이날 오전까지도 하동진격이 순조롭게 진행되고 있는 줄 알고 있었고, 오후에 후송된 제 29연대 제3대대 부 대대장 레이블 소령이 첫 보고를 하였을때도 상황을 낙관하고 있었다.
그런데 뒤에 속속 도착하는 탈출한 장병의 말을 듣고 비로소 전황의 전모를 알게 된 그는 대경실색하고 사단장 처치 소장에게 하동전투의 전말을 보고하고 그의 승인밑에 일단 동전투는 매듭짓기로 하였다.

## 결과 및 영향
진주 전투에서의 공방전을 마치고 7월 31일 전후하여 삼삼오오 군북에 집결하던 한국군의 각 부대의 실태는 연결된 이합집산과 전투 및 현지에서 편법으로 조달보급 할 수밖에 없었던 부족한 식량, 그리고 병력의 20%에도 미달한 소총뿐인 장비 등으로 말미암아 이미 전력으로 평가하기에는 너무도 처참하였다.
그러나 잠시도 유여할 수 없었던 육군본부에서는 조속히 이들 분산된 각 부대를 단일 지휘관 밑에 통합하여 활기를 되찾고 한미 연합작전으로 동침하는 적에 대비하기로 결정하고 이응준 소장을 초치하여 이 임무를 부여하였다.
그러나 진용을 가다듬을 사이도 없이 민 부대는 미 제24사단 제19연대와 군북선에, 그리고 해병대는 미 제25사단 제27연대와 진동리선에서 각각 협동하여 진지를 점령하고 오부 대, 이부대, 김부대는 후방지역 경계에 임하였다.
한편 미 제24사단장 처치 소장은 7월 31일 밤에 중리(마산 서북쪽 5km)에서 동사단 예하의 제19연대장 무어 대령과 동 사단에 새로이 배속된 미 제25사단 제27연대장 존 H. 마이켈리스(Michaelis) 대령을 초치하여 개방된 마산 가도로 침공하는 적을 현선에서 요격 격파 하라고 엄명하였다.
채병덕은 이 전투에서 결국 전사하였다.
1. ↑  “전국 첫 학도병 산화한 '화개전투' 발굴 8년째 잠잠”. 2020년 7월 14일에 원본 문서에서 보존된 문서. 2020년 7월 14일에 확인함.